# 21e cérémonie des Dallas-Fort Worth Film Critics Association Awards
La 21e cérémonie des Dallas-Fort Worth Film Critics Association Awards, décernés par la Dallas-Fort Worth Film Critics Association, a eu lieu le 16 décembre 2011 et a récompensé les films réalisés dans l'année.

## Palmarès

### Meilleur film
1. The Descendants
2. The Artist
3. Extrêmement fort et incroyablement près (Extremely Loud and Incredibly Close)
4. Minuit à Paris (Midnight in Paris)
5. The Tree of Life
6. Hugo Cabret (Hugo)
7. 50/50
8. Drive
9. Shame
10. Le Stratège (Moneyball)

### Meilleur réalisateur
1. Alexander Payne pour The Descendants
2. Michel Hazanavicius pour The Artist
3. Terrence Malick pour The Tree of Life
4. Martin Scorsese pour Hugo Cabret (Hugo)
5. Woody Allen pour Minuit à Paris (Midnight in Paris)

### Meilleur acteur
1. George Clooney pour le rôle de Matt King dans The Descendants
2. Jean Dujardin pour le rôle de George Valentin dans The Artist
3. Michael Fassbender pour le rôle de Brandon Sullivan dans Shame
4. Brad Pitt pour le rôle de Billy Beane dans Le Stratège (Moneyball)
5. Michael Shannon pour le rôle de Curtis LaForche dans Take Shelter

### Meilleure actrice
1. Michelle Williams pour le rôle de Marilyn Monroe dans My Week with Marilyn
2. Tilda Swinton pour le rôle d'Eva Khatchadourian dans We Need to Talk about Kevin
3. Meryl Streep pour le rôle de Margaret Thatcher dans La Dame de fer (The Iron Lady)
4. Charlize Theron pour le rôle de Mavis Gary dans Young Adult
5. Kirsten Dunst pour le rôle de Justine dans Melancholia

### Meilleur acteur dans un second rôle
1. Christopher Plummer pour le rôle de Hal dans Beginners
2. Albert Brooks pour le rôle de Bernie Rose dans Drive
3. Max von Sydow pour le rôle du locataire dans Extrêmement fort et incroyablement près (Extremely Loud and Incredibly Close)
4. Armie Hammer pour le rôle de Clyde Tolson dans J. Edgar
5. Kenneth Branagh pour le rôle de Laurence Olivier dans My Week with Marilyn

### Meilleure actrice dans un second rôle
1. Shailene Woodley pour le rôle d'Alex King dans The Descendants
2. Bérénice Bejo pour le rôle de Peppy Miller dans The Artist
3. Octavia Spencer pour le rôle de Minny Jackson dans La Couleur des sentiments (The Help)
4. Melissa McCarthy pour le rôle de Megan dans Mes meilleures amies (Bridesmaids)
5. Carey Mulligan pour le rôle de Sissy dans Shame

### Meilleur scénario
1. The Descendants – Alexander Payne, Nat Faxon et Jim Rash
2. Minuit à Paris (Midnight in Paris) – Woody Allen

### Meilleure photographie
1. The Tree of Life – Emmanuel Lubezki
2. Cheval de guerre (War Horse) – Janusz Kamiński

### Meilleur film en langue étrangère
1. Une séparation (جدایی نادر از سیمین) •  Iran
2. La piel que habito •  Espagne
3. Incendies •  Canada
4. 13 Assassins (十三人の刺客) •  Japon
5. Des hommes et des dieux et Copie conforme •  France (égalité)

### Meilleur film d'animation
1. Rango
2. Les Aventures de Tintin : Le Secret de La Licorne (The Adventures of Tintin)

### Meilleur film documentaire
1. La Grotte des rêves perdus (Cave of Forgotten Dreams)
2. Le Projet Nim (Project Nim)
3. The Interrupters
4. À la une du New York Times (Page One: Inside the New York Times)
5. Buck

### Russell Smith Award
(meilleur film indépendant)
1. We Need to Talk about Kevin